# اینگمار موندبو
اینگمار موندبو (انگلیسی: Ingemar Mundebo؛ زادهٔ ۱۵ اکتبر ۱۹۳۰ – در گذشته ۷ سپتامبر ۲۰۱۸) سیاستمدار از حزب لیبرال‌ها اهل سوئد بود.

## سمت‌ها
- وزیر اقتصاد سوئد[۱]
- عضو پارلمان استکهلم بین سال‌های ۱۹۶۵–۱۹۸۰[۲]
- فرماندار شهرستان اوپسالا بین سال‌های ۱۹۸۰ و ۱۹۸۶.[۲]